# Anna Knoroz
Anna Michajłowna Knoroz z domu Czuprina ros. Анна Михайловна Кнороз (Чуприна) (ur. 30 lipca 1970 w Moskwie) – rosyjska lekkoatletka, płotkarka,  medalistka mistrzostw Europy, olimpijka. W początkach kariery startowała w barwach Związku Radzieckiego.

## Kariera sportowa
Specjalizowała się w biegu na 400 metrów przez płotki. Jako reprezentantka ZSRR odpadła w półfinale tej konkurencji na mistrzostwach świata juniorów w 1988 w Greater Sudbury. Zdobyła srebrny medal na tym dystansie na mistrzostwach Europy juniorów w 1989 w Varaždinie, przegrywając tylko z Silvią Rieger z Republiki Federalnej Niemiec, a wyprzedzając Heike Meißner z Niemieckiej Republiki Demokratycznej. Czuprina zdobyła srebrny medal w sztafecie 4 × 400 metrów i brązowy medal w biegu na 400 metrów przez płotki na uniwersjadzie w 1991 w Sheffield. Odpadła w półfinale biegu na 400 metrów przez płotki na mistrzostwach Europy w 1991 w Tokio, a także pobiegła w eliminacjach sztafety 4 × 400 metrów. W finale sztafeta radziecka, już bez Czupriny w składzie, zdobyła złoty medal. 
Już jako reprezentantka Rosji zajęła 2. miejsce w biegu na 400  metrów przez płotki w finale A pucharu Europy w 1993 w Rzymie. Na mistrzostwach świata w 1993 w Stuttgarcie odpadła w półfinale tej konkurencji. Zajęła 3. miejsce na tym dystansie na igrzyskach dobrej woli w 1994 w Petersburgu.
Zdobyła brązowy medal w biegu na 400 metrów przez płotki na mistrzostwach Europy w 1994 w Helsinkach, przegrywając jedynie z Sally Gunnell z Wielkiej Brytanii i Silvią Rieger. Zajęła 3. miejsce na tym dystansie w zawodach pucharu świata w 1994 w Londynie, również za Gunnell i Rieger. Zajęła 5. miejsce w tej konkurencji na uniwersjadzie w 1995 w Fukuoce.
Odpadła w eliminacjach biegu na 400 metrów przez płotki na igrzyskach olimpijskich w 1996 w Atlancie oraz w półfinale tej konkurencji na mistrzostwach świata w 1997 w Atenach. Zajęła l7. miejsce na tym dystansie na mistrzostwach Europy w 1998 w Budapeszcie i 6. miejsce w zawodach pucharu świata w 1998 w Johannesburgu.
Knoroz była mistrzynią ZSRR w biegu na 400 metrów przez płotki w 1991. Była mistrzynią Rosji w tej konkurencji w latach 1992–1994 i 1998 oraz w sztafecie 4 × 400 metrów w 1993 i 1997.

## Sukcesy sportowe

### Igrzyska olimpijskie
| Miejsce | Dzień    | Rok  | Miejscowość | Konkurencja       | Czas biegu | Strata | Zwycięzca     |
| ------- | -------- | ---- | ----------- | ----------------- | ---------- | ------ | ------------- |
| 19.     | 28 lipca | 1996 | Atlanta     | bieg na 400 m ppł | 56,21 s    | -      | Deon Hemmings |

### Mistrzostwa świata
| Miejsce | Dzień       | Rok  | Miejscowość | Konkurencja       | Czas biegu | Strata | Zwycięzca        |
| ------- | ----------- | ---- | ----------- | ----------------- | ---------- | ------ | ---------------- |
| 13.     | 27 sierpnia | 1991 | Tokio       | bieg na 400 m ppł | 55,81 s    | -      | Tatjana Ledowska |
| 12.     | 17 sierpnia | 1993 | Stuttgart   | bieg na 400 m ppł | 55,12 s    | -      | Sally Gunnell    |
| 12.     | 6 sierpnia  | 1997 | Ateny       | bieg na 400 m ppł | 55,28 s    | -      | Nezha Bidouane   |

### Mistrzostwa Europy
| Miejsce | Dzień       | Rok  | Miejscowość | Konkurencja       | Czas biegu | Strata   | Zwycięzca     |
| ------- | ----------- | ---- | ----------- | ----------------- | ---------- | -------- | ------------- |
| brąz    | 10 sierpnia | 1994 | Helsinki    | bieg na 400 m ppł | 54,68 s    | + 1,35 s | Sally Gunnell |
| 7.      | 21 sierpnia | 1998 | Budapeszt   | bieg na 400 m ppł | 55,47 s    | + 2,10 s | Ionela Târlea |

## Rekordy życiowe
Rekordy życiowe Knoroz:
- bieg na 400 metrów przez płotki – 54,11 s (18 lipca 1994, Nicea)